# Liste historischer deutscher Gerichte
Die Liste historischer deutscher Gerichte ist aufgrund ihres Umfangs in Teillisten nach Staaten und Zeiten unterteilt.

## Heiliges Römisches Reich (HRR)
- Liste der Gerichte im HRR

## Napoleonische Zeit
- Liste der Gerichte in Deutschland in der Napoleonischen Zeit

## Vom Beginn des Deutschen Bundes 1816 bis zum Inkrafttreten der Reichsjustizgesetze 1879
- Liste der Gerichte in Deutschland 1816 bis 1879

## Historische Gerichte mit Zuständigkeit für Deutschland oder größere Teile Deutschlands
- Bundesoberhandelsgericht, Reichsoberhandelsgericht
- Reichsgericht (1879–1945) in Leipzig
- Bundesamt für das Heimatwesen (1870–1939) in Berlin
- Reichsrayonkommission (1872–1924) in Berlin
- Oberlandeskulturgericht (1880–1932) in Berlin
- Reichsversicherungsamt (1884–1945) in Berlin
- Oberprisengericht Berlin (ab 1889), siehe Admiralitätsgericht
- Reichsmilitärgericht (1900–1919) in Berlin
- Gewerbegerichte, Kaufmannsgerichte
- Liste der Gerichte der ehemaligen deutschen Kolonien
- Reichsschiedsgericht für Kriegsbedarf (1915–1919) bzw. Reichswirtschaftsgericht (1919–1941) in Berlin
- Reichsmilitärversorgungsgericht (1919–1922) in Berlin bzw. Militärversorgungsgerichte
  - Reichsversorgungsgericht (1922–1945) in Berlin sowie die Versorgungsgerichte
- Reichsfinanzhof (1918–1945) in München
- Staatsgerichtshof für das Deutsche Reich (1921–1933) beim Reichsgericht in Leipzig
- Staatsgerichtshof zum Schutze der Republik (1922–1927) beim Reichsgericht in Leipzig
- Reichsarbeitsgericht (1926–1945) beim Reichsgericht in Leipzig
- Reichserbhofgericht (1934–1945) in Berlin[1]
- Preußisches Landeserbhofgericht in Celle[1]
- Erbgesundheitsgerichte (1934–1945)
- Volksgerichtshof (1934/1936–1945) in Berlin
- Reichskriegsgericht (1936–1945) mit Wehrmachtdienststrafhof in Berlin und ab 1943 in Torgau
- Zentralgericht des Heeres (1944)
- Ehrenhof (Wehrmacht) (1944)
- Prisenhof Berlin[2] (1939–1945)
- Prisenhof Hamburg[2] (1939–1945)
- Oberprisenhof in Berlin[2] (1939–1945)
- Reichsverwaltungsgericht (1941–1945)
- Disziplinarhof Leipzig sowie die Disziplinarkammern in Potsdam, Frankfurt a. O., Königsberg, Danzig, Stettin, Köslin, Bromberg, Posen, Magdeburg, Erfurt, Breslau, Liegnitz, Oppeln, Münster, Arnsberg, Düsseldorf, Köln, Trier, Darmstadt, Frankfurt a. M., Kassel, Hannover, Schleswig, Leipzig, Karlsruhe, Schwerin, Lübeck und Bremen.
- Gerichte in Österreich in der Zeit des Nationalsozialismus
- Gerichte des Memellandes
- Oberlandesgericht Danzig (1939–1944)
- Oberlandesgericht Leitmeritz (1939–1944; mit den Land- und Amtsgerichten im Reichsgau Sudetenland)
- Oberlandesgericht Prag (1939–1945; mit den Land- und Amtsgerichten im Reichsprotektorat Böhmen und Mähren)
- Sondergericht Prag (1940–1945)
- Landgericht Luxemburg (1940–1944)
- Faktisch die Funktion von Gerichten hatten daneben die Commission de Triage nach dem Ersten und Zweiten Weltkrieg sowie die Spruchkammern nach dem Zweiten Weltkrieg

### Ostzone, Deutsche Demokratische Republik
Bis 1952 bestanden die Amts- und Landgerichte in der SBZ und DDR fort. Siehe hierzu den Abschnitt „Historische Gerichte mit örtlich begrenzter Zuständigkeit“.
Ab 1952 bestand eine dreistufige Gliederung in Kreisgerichte (auf Ebene der Kreise), Bezirksgerichte (auf Ebene der Bezirke). Bereits vorher war das Oberste Gericht der DDR in Ost-Berlin gebildet worden.
- Oberstes Gericht der DDR in Ost-Berlin
- Bezirksgericht (DDR)
- Kreisgericht (DDR)
- Staatliches Vertragsgericht ab 17. Dezember 1951[3]

### Westzonen, Bundesrepublik Deutschland, West-Berlin
- Oberstes Rückerstattungsgericht für Berlin (1953–1990 in West-Berlin)
- Oberstes Rückerstattungsgericht (ORG) (1955–1984 in Herford, 1984–1990 in München)
- Oberster Gerichtshof für die Britische Zone (OGH) (1948–1950 in Köln)
- Deutsches Obergericht für das Vereinigte Wirtschaftsgebiet (DOG) (1948–1950 in Köln)
- Oberstes Bundesgericht (vorgesehen, aber nie errichtet)
- Oberster Finanzgerichtshof[4] (1948 in München)
- Bundesdisziplinarhof (BDH) (1953–1967 in West-Berlin)
- Bundesdisziplinargericht (1967–2003 in Frankfurt am Main)
- Bundesdisziplinarkammern (1953–1967)
- Truppendienstgericht Mitte (1972–1992 in Koblenz)

## Historische Gerichte mit örtlich begrenzter Zuständigkeit

### Historische Gerichte im heutigen Baden-Württemberg
- Liste der Gerichte im Fürstentum Hohenzollern-Hechingen
- Liste der Gerichte im Fürstentum Hohenzollern-Sigmaringen
- Siehe Gerichte in Großherzogtum und Republik Baden
- Siehe Gerichte in Baden (Südbaden)
- Badischer Staatsgerichtshof[5]
- Badischer Hoher Staatsgerichtshof[5]
- Staatsgerichtshof für das Land Württemberg-Baden[6]
- Staatsgerichtshof für das Land Württemberg-Hohenzollern[7]
- Oberlandesgericht Freiburg bis 1953[8]
- Oberlandesgericht Tübingen bis 1953[8]
- Landgericht Hall
- Landgericht Klettgau
- Landgericht Stühlingen
- Amtsgericht Bad Wimpfen[2]
- Amtsgericht Blaubeuren ab 1879 (zuvor Oberamtsgericht Blaubeuren)[9]
- Amtsgericht Bonndorf im Schwarzwald bis 1974[10]
- Amtsgericht Boxberg bis 1974[10]
- Amtsgericht Eberbach bis 1974[10]
- Amtsgericht Ebingen[11]
- Amtsgericht Engen[12] bis 1974[10]
- Amtsgericht Eppingen bis 1974[10]
- Amtsgericht Gaildorf ab 1879 (zuvor Oberamtsgericht Gaildorf)[9]
- Amtsgericht Gammertingen bis 1975, zuvor schon zum Ablauf des 30. September 1932 aufgehoben.[13]
- Amtsgericht Gerlachsheim
- Amtsgericht Haigerloch[11] bis 1974[10]
- Amtsgericht Herrenberg[2]
- Amtsgericht Laupheim von 1879 (zuvor Oberamtsgericht Laupheim)[9] bis 1974[10]
- Amtsgericht Meßkirch[12] bis 1974[10]
- Amtsgericht Neckarbischofsheim bis 1974[10]
- Amtsgericht Neckarsulm ab 1879 (zuvor Oberamtsgericht Neckarsulm)[9]
- Amtsgericht Neuenbürg von 1879 (zuvor Oberamtsgericht Neuenbürg)[9] bis 1974[10]
- Amtsgericht Pfullendorf[14] bis 1974[10]
- Amtsgericht Sulz ab 1879 (zuvor Oberamtsgericht Sulz)[9]
- Amtsgericht Triberg[2]
- Amtsgericht Walldürn
- Amtsgericht Weinsberg ab 1879 (zuvor Oberamtsgericht Weinsberg)[9]
- Amtsgericht Welzheim ab 1879 (zuvor Oberamtsgericht Welzheim)[9]
- Hofgericht Rottweil
- Kammergericht Esslingen
- Stadtgericht Tiengen
- Stadtgericht Waldshut
- Sondergericht Mannheim
- Verwaltungsgerichtshof Freiburg[15] bis 1958[16]
- Verwaltungsgericht Baden-Baden bis 1955[17]
- Verwaltungsgericht Konstanz bis 1958[16]
- Verwaltungsgerichtshof des Landes Württemberg-Hohenzollern in Bebenhausen bis 1958[16]
- Württembergisch-Badischer Verwaltungsgerichtshof[18] bis 1958[16]
- Dienststrafhof Württemberg-Baden[19]
- Finanzgericht Württemberg-Hohenzollern bis 1952[20]
- Finanzgericht Freiburg bis 1966[21]
- Finanzgericht Karlsruhe bis 1966[21]
- Finanzgericht Stuttgart bis 1966[21]
- Gewerbegericht Biberach[22]
- Gewerbegericht Cannstatt[23]
- Gewerbegericht Ebingen ab 1896[24]
- Gewerbegericht Esslingen[22]
- Gewerbegericht Geislingen[25]
- Gewerbegericht Gmünd ab 1894[26]
- Gewerbegericht Göppingen[22]
- Gewerbegericht Hall ab 1896[27]
- Gewerbegericht Heidenheim[22]
- Gewerbegericht Heilbronn ab 1894[28]
- Gewerbegericht Ludwigsburg ab 1899[29]
- Gewerbegericht Ravensburg[22]
- Gewerbegericht Reutlingen ab 1894[30]
- Gewerbegericht Schramberg ab 1895[31]
- Gewerbegericht Schwenningen ab 1897[32]
- Gewerbegericht Stuttgart[22]
- Gewerbegericht Tuttlingen ab 1895[33]
- Gewerbegericht Ulm[34]
- Oberlandesarbeitsgericht Württemberg-Hohenzollern[35]
- Landesarbeitsgericht Ravensburg[36] bis 1956[37]
- Landesarbeitsgericht Tübingen[36] bis 1972[38]
- Landesarbeitsgericht Freiburg bis 1956[37]
- Landesarbeitsgericht Stuttgart bis 1956[37] (seit 1972 befindet sich in Stuttgart das Landesarbeitsgericht Baden-Württemberg)[38]
- Landesarbeitsgericht Mannheim bis 1956[37]
- Arbeitsgericht Aalen[39]
- Arbeitsgericht Balingen[36] bis 1956[37]
- Arbeitsgericht Biberach[36] bis 1956[37]
- Arbeitsgericht Calw[36] bis 1956[37]
- Arbeitsgericht Crailsheim[39] bis 1972[38]
- Arbeitsgericht Ehingen[36] bis 1956[37]
- Arbeitsgericht Eßlingen[39] bis 1972[38]
- Arbeitsgericht Freudenstadt[36] bis 1956[37]
- Arbeitsgericht Göppingen bis 1956[37]
- Arbeitsgericht Hechingen[36] bis 1956[37]
- Arbeitsgericht Heidelberg[39] bis 1972[38]
- Arbeitsgericht Heidenheim bis 1956[37]
- Arbeitsgericht Lörrach bis 2017[40]
- Arbeitsgericht Ludwigsburg[39] bis 1972[38]
- Arbeitsgericht Mosbach bis 1956[37]
- Arbeitsgericht Offenburg[39] bis 1972[38]
- Arbeitsgericht Radolfzell[39] bis 1972[38]
- Arbeitsgericht Rastatt[39] bis 1972[38]
- Arbeitsgericht Ravensburg[36] bis 1972[38]
- Arbeitsgericht Rottweil[36] bis 1956[37]
- Arbeitsgericht Schwäbisch Gmünd bis 1956[37]
- Arbeitsgericht Sigmaringen[36] bis 1972[38]
- Arbeitsgericht Tübingen[36] bis 1956[37]
- Arbeitsgericht Tuttlingen[36] bis 1956[37]
- Arbeitsgericht Villingen[39] bis 1972[38]; seit dem 1. Januar 2018 besteht wieder ein Arbeitsgericht Villingen-Schwenningen[41]
- Arbeitsgericht Wangen[36] bis 1956[37]

- Zivilgericht der Militärregierung in Stuttgart[42]
- Rheinschiffahrts-Strafgericht der Militärregierung Mannheim[43]

### Historische Gerichte im heutigen Bayern
Im heutigen Bayern bestand bis 1856 eine breite Vielfalt an Gerichten. 1856 wurde eine einheitliche Gerichtsstruktur geschaffen.
- Für die Gerichte erster/zweiter Instanz, siehe Bezirksgericht (Bayern)
- Für die Gerichte zweiter Instanz, siehe Appellationsgericht (Bayern)
- Gerichtsorganisation in Bayern von 1879 bis 1945
- Volksgericht (Bayern), 1918 bis 1924
- Bayerischer Staatsgerichtshof, 1850 bis 1934
- Oberlandesgericht Augsburg 1879[44] bis 1932
- Landgericht Eichstätt 1879[44] bis 1944[2]
- Landgericht Neuburg an der Donau 1879[44] bis 1932[45]
- Landgericht Straubing 1879[44] bis [46]
- Amtsgericht Abensberg 1879[44] bis 1973[47]
- Amtsgericht Aichach 1879[44]
- Amtsgericht Altdorf 1879[44][2]
- Amtsgericht Alzenau 1879[44] bis 1973[47]
- Amtsgericht Amorbach 1879[44]
- Amtsgericht Arnstein 1879[44] bis 1973[47]
- Amtsgericht Arnstorf 1879[44][2]
- Amtsgericht Aub 1879[44][2]
- Amtsgericht Auerbach in der Oberpfalz 1879[44] bis 1956[2]
- Amtsgericht Babenhausen 1879[44]
- Amtsgericht Bad Aibling 1879[44] bis 1973[47] (ursprünglich als Amtsgericht Aibling)
- Amtsgericht Bad Reichenhall 1879[44] bis 1973[47] (ursprünglich als Amtsgericht Reichenhall)
- Amtsgericht Bad Tölz 1879[44][48] bis 1973[47] (bis 1899 Amtsgericht Tölz)
- Amtsgericht Bamberg I 1879[44]
- Amtsgericht Bamberg II 1879[44]
- Amtsgericht Baunach 1879[44]
- Amtsgericht Beilngries 1879[44] bis 1973[47]
- Amtsgericht Berchtesgaden 1879[44] bis 1973[47]
- Amtsgericht Berneck 1879[44][2]
- Amtsgericht Bischofsheim 1879[44][2]
- Amtsgericht Bogen 1879[44] bis 1973[47]
- Amtsgericht Brückenau 1879[44] bis 1973[47]
- Amtsgericht Buchloe 1879[44] bis 1973[47]
- Amtsgericht Burgau 1879[44][2]
- Amtsgericht Burghausen 1879[44] bis 1973[47]
- Amtsgericht Burgebrach 1879[44]
- Amtsgericht Burglengenfeld 1879[44] bis 1973[47]
- Amtsgericht Cadolzburg 1879[44]
- Amtsgericht Dettelbach 1879[44][2]
- Amtsgericht Dingolfing 1879[44] bis 1973[47]
- Amtsgericht Dinkelsbühl 1879[44] bis 1973[47]
- Amtsgericht Donauwörth 1879[44] bis 1973[47]
- Amtsgericht Dorfen 1879[44][2]
- Amtsgericht Ebermannstadt 1879[44][2]
- Amtsgericht Ebern 1879[44] bis 1973[47]
- Amtsgericht Eichstätt 1879[44] bis 1973[47]
- Amtsgericht Ellingen 1879[44]
- Amtsgericht Eltmann 1879[44][2] bis 1959[49]
- Amtsgericht Erbendorf 1879[44]
- Amtsgericht Eschenbach in der Oberpfalz 1879[44] bis 1973[47]
- Amtsgericht Euerdorf 1879[44]
- Amtsgericht Feuchtwangen 1879[44][2]
- Amtsgericht Friedberg 1879[44] bis 1973[47]
- Amtsgericht Füssen[48] bis 1973[47]
- Amtsgericht Furth im Wald[48] bis 1973[47]
- Amtsgericht Geisenfeld 1879[44] bis 1973[47]
- Amtsgericht Gerolzhofen 1879[44] bis 1973[47]
- Amtsgericht Grafenau 1879[44] bis 1973[47]
- Amtsgericht Gräfenberg 1879[44]
- Amtsgericht Greding 1879[44][2]
- Amtsgericht Griesbach 1879[44] bis 1973[47]
- Amtsgericht Gunzenhausen 1879[44] bis 1973[47]
- Amtsgericht Haag in Oberbayern 1879[44] bis 1969[50]
- Amtsgericht Hammelburg 1879[44] bis 1973[47]
- Amtsgericht Heidenheim (Mittelfranken) 1879[44][2]
- Amtsgericht Heilsbronn 1879[44][2]
- Amtsgericht Hemau 1879[44] bis 1969[50]
- Amtsgericht Hengersberg 1879[44] bis 1969[50]
- Amtsgericht Herrieden 1879[44]
- Amtsgericht Herzogenaurach 1879[44][2]
- Amtsgericht Hilpoltstein 1879[44] bis 1973[47]
- Amtsgericht Höchstadt an der Aisch 1879[44][2]
- Amtsgericht Höchstädt an der Donau 1879[44][2]
- Amtsgericht Hofheim in Unterfranken 1879[44] bis 1973[47]
- Amtsgericht Hollfeld 1879[44][2]
- Amtsgericht Illertissen 1879[44] bis 1973[47]
- Amtsgericht Immenstadt 1879[44] bis 1969[50]
- Amtsgericht Karlstadt 1879[44] bis 1973[47]
- Amtsgericht Kastl 1879[44]
- Amtsgericht Kemnath 1879[44] bis 1973[47]
- Amtsgericht Kipfenberg 1879[44][2]
- Amtsgericht Kirchenlamitz 1879[44][2]
- Amtsgericht Kitzingen 1879[44]
- Amtsgericht Klingenberg 1879[44]
- Amtsgericht Königshofen im Grabfeld 1879[44] bis 1973[47]
- Amtsgericht Kötzting 1879[44] bis 1973[47]
- Amtsgericht Krumbach (Schwaben) 1879[44] bis 1973[47]
- Amtsgericht Lauf an der Pegnitz 1879[44] bis 1973[47]
- Amtsgericht Lauingen 1879[44]
- Amtsgericht Lohr 1879[44] bis 1973[47]
- Amtsgericht Ludwigsstadt 1879[44][2]
- Amtsgericht Mainburg 1879[44] bis 1973[47]
- Amtsgericht Mallersdorf 1879[44] bis 1973[47]
- Amtsgericht Marktbreit 1879[44]
- Amtsgericht Markt Erlbach 1879[44][2]
- Amtsgericht Marktheidenfeld 1879[44] bis 1973[47]
- Amtsgericht Marktoberdorf 1956[48] bis 1973[47] (Umbenennung von Amtsgericht Oberdorf)
- Amtsgericht Mellrichstadt 1879[44] bis 1973[47]
- Amtsgericht Miltenberg 1879[44] bis 1973[47]
- Amtsgericht Mindelheim 1879[44] bis 1973[47]
- Amtsgericht Mitterfels 1879[44] bis 1973[47]
- Amtsgericht Monheim 1879[44][2]
- Amtsgericht Moosburg 1879[44] bis 1973[47]
- Amtsgericht Münchberg 1879[44] bis 1973[47]
- Amtsgericht München I 1879[44] bis 1910[51]
- Amtsgericht München II 1879[44] bis 1910[51]
- Amtsgericht Münnerstadt 1879[44] bis 1973[47]
- Amtsgericht Nabburg 1879[44] bis 1973[47]
- Amtsgericht Naila 1879[44] bis 1973[47]
- Amtsgericht Neukirchen beim Heiligen Blut 1879[44] bis 1973[47]
- Amtsgericht Neumarkt-Sankt Veit[48] bis 1969[50]
- Amtsgericht Neustadt an der Waldnaab 1879[44] bis 1973[47]
- Amtsgericht Neustadt bei Coburg1879[2] bis 1946
- Amtsgericht Neunburg vorm Wald 1879[44] bis 1973[47]
- Amtsgericht Nittenau 1879[44][2]
- Amtsgericht Nordhalben 1879[44]
- Amtsgericht Nördlingen 1879[44]
- Amtsgericht Oberdorf 1879[44] bis 1956[48]
- Amtsgericht Obergünzburg 1879[44][2]
- Amtsgericht Oberviechtach[2]
- Amtsgericht Ochsenfurt 1879[44] bis 1973[47]
- Amtsgericht Osterhofen 1879[44]
- Amtsgericht Oettingen 1879[44] bis 1959[2][52]
- Amtsgericht Ottobeuren 1879[44]
- Amtsgericht Pappenheim 1879[44]
- Amtsgericht Parsberg 1879[44] bis 1973[47]
- Amtsgericht Pegnitz 1879[44] bis 1973[47]
- Amtsgericht Pfarrkirchen 1879[44] bis 1973[47]
- Amtsgericht Pottenstein 1879[44][2]
- Amtsgericht Prien 1879[44][2]
- Amtsgericht Rain 1879[44]
- Amtsgericht Regen 1879[44] bis 1973[47]
- Amtsgericht Regensburg I 1879[44] bis 1905
- Amtsgericht Regensburg II 1879[44] bis 1905
- Amtsgericht Regenstauf 1879[44][2]
- Amtsgericht Rehau 1879[44][2]
- Amtsgericht Riedenburg 1879[44] bis 1973[47]
- Amtsgericht Rodach[2]
- Amtsgericht Roding 1879[44] bis 1973[47]
- Amtsgericht Roth bei Nürnberg 1879[44] bis 1969[50]
- Amtsgericht Rothenburg ob der Tauber 1879[44] bis 1973[47]
- Amtsgericht Rottenburg an der Laaber 1879[44] bis 1973[47]
- Amtsgericht Rotthalmünster 1879[44] bis 1973[47]
- Amtsgericht Scheinfeld 1879[44] bis 1973[47]
- Amtsgericht Scheßlitz 1879[44]
- Amtsgericht Schillingsfürst 1879[44]
- Amtsgericht Schöllkrippen 1879[44][2]
- Amtsgericht Schongau 1879[44] bis 1973[47]
- Amtsgericht Schrobenhausen 1879[44] bis 1973[47]
- Amtsgericht Schwabmünchen 1879[44] bis 1973[47]
- Amtsgericht Selb 1879[44] bis 1973[47]
- Amtsgericht Seßlach 1879[44]
- Amtsgericht Simbach am Inn 1879[44] bis 1973[47]
- Amtsgericht Stadtamhof 1879[44]
- Amtsgericht Stadtprozelten 1879[44]
- Amtsgericht Stadtsteinach 1879[44] bis 1973[47]
- Amtsgericht Staffelstein 1879[44][2]
- Amtsgericht Sulzbach-Rosenberg[48] bis 1973[47]
- Amtsgericht Tegernsee 1879[44][2]
- Amtsgericht Thiersheim 1879[44]
- Amtsgericht Thurnau 1879[44]
- Amtsgericht Tittmoning 1879[44]
- Amtsgericht Trostberg 1879[44] bis 1973[47]
- Amtsgericht Tölz 1879[44] bis 1899 (dann Amtsgericht Bad Tölz)
- Amtsgericht Türkheim 1879[44] bis 1969[50]
- Amtsgericht Uffenheim 1879[44] bis 1973[47]
- Amtsgericht Vilsbiburg 1879[44] bis 1973[47]
- Amtsgericht Vilseck 1879[44][2]
- Amtsgericht Vilshofen 1879[44] bis 1973[47]
- Amtsgericht Vohenstrauß 1879[44] bis 1973[47]
- Amtsgericht Volkach 1879[44][2]
- Amtsgericht Waldkirchen 1879[44] bis 1973[47]
- Amtsgericht Waldmünchen 1879[44] bis 1973[47]
- Amtsgericht Waldsassen 1879[44] bis 1973[47]
- Amtsgericht Wasserburg am Inn 1879[44] bis 1973[47]
- Amtsgericht Wassertrüdingen 1879[44] bis 1942[2], Zweigstelle bis 1959
- Amtsgericht Wegscheid 1879[44] bis 1973[47]
- Amtsgericht Weiler 1879[44]
  - als Amtsgericht Weiler-Lindenberg[48] bis 1969[50]
- Amtsgericht Weidenberg 1879[44]
- Amtsgericht Weißenhorn 1879[44] bis 1969[50]
- Amtsgericht Weismain 1879[44][2]
- Amtsgericht Werdenfels 1879[44]
- Amtsgericht Werneck 1879[44]
- Amtsgericht Wertingen 1879[44] bis 1973[47]
- Amtsgericht Wiesentheid 1879[44]
- Amtsgericht Windsheim 1879[44] bis 1973[47]
- Amtsgericht Wörth 1879[44][2]
- Amtsgericht Würzburg I 1879[44] bis 1892[53]
- Amtsgericht Würzburg II1879[44] bis 1892[53]
- Amtsgericht Zusmarshausen 1879[44][2]

### Historische Gerichte im heutigen Berlin
- Gerichtsorganisation in Berlin
- Kammergericht (Ost-)Berlin, Stadtgericht (Ost-)Berlin
- Finanzgericht Berlin (bis 1. Januar 2007)
- Oberverwaltungsgericht Berlin
- Landesarbeitsgericht Berlin
- Landessozialgericht Berlin
- Amtsgericht Hohenschönhausen[54] 1995 bis 2008[55]
- Amtsgericht Lichterfelde bis 1973[56]
- Amtsgericht Zehlendorf bis 1973[56]

### Historische Gerichte im heutigen Brandenburg
- Oberlandesgericht Potsdam (1945–1952)
- Landgericht Eberswalde
- Landgericht Guben
- Landgericht Prenzlau
- Bezirksgericht Cottbus
- Bezirksgericht Frankfurt
- Bezirksgericht Potsdam

- Amtsgericht Altlandsberg
- Amtsgericht Angermünde
- Amtsgericht Baruth bis zum 31. März 1950[57]
- Amtsgericht Beelitz bis zum 30. Juni 1951[58]
- Amtsgericht Beeskow bis zum 30. Juni 1951[58]
- Amtsgericht Belzig
- Amtsgericht Brüssow bis zum 30. Juni 1951[58]
- Amtsgericht Calau bis zum 30. Juni 1951[58]
- Amtsgericht Dahme bis zum 30. Juni 1951[58]
- Amtsgericht Dobrilugk
- Amtsgericht Eisenhüttenstadt (bis 31. Dezember 2022)[59]
- Amtsgericht Elsterwerda[2]
- Amtsgericht Fehrbellin (bis 30. September 1932)[13]
- Amtsgericht Finsterwalde
- Amtsgericht Forst bis zum 30. Juni 1951[58]
- Amtsgericht Fürstenberg[60]
- Amtsgericht Gartz (Oder) bis zum 30. Juni 1951[58]
- Amtsgericht Gransee bis zum 30. Juni 1951[58]
- Amtsgericht Herzberg (Elster)[2]
- Amtsgericht Jüterbog
- Amtsgericht Kalkberge-Rüdersdorf[61]
- Amtsgericht Kirchhain
- Amtsgericht Kremmen bis zum 30. Juni 1951[58]
- Amtsgericht Kyritz
- Amtsgericht Lenzen bis zum 30. Juni 1951[58]
- Amtsgericht Liebenwalde bis zum 30. Juni 1951[58]
- Amtsgericht Lieberose bis zum 30. Juni 1951[58]
- Amtsgericht Lindow bis zum 30. Juni 1951[58]
- Amtsgericht Lübbenau bis zum 30. Juni 1951[58]
- Amtsgericht Luckau
- Amtsgericht Lychen bis zum 30. Juni 1951[58]
- Amtsgericht Meyenburg bis zum 30. Juni 1951[58]
- Amtsgericht Mittenwalde bis zum 30. Juni 1951[58]
- Amtsgericht Mühlberg[2]
- Amtsgericht Müncheberg bis zum 30. Juni 1951[58]
- Amtsgericht Oderberg bis zum 30. Juni 1951[58]
- Amtsgericht Peitz bis zum 30. Juni 1951[58]
- Amtsgericht Pritzwalk
- Amtsgericht Rheinsberg bis zum 30. Juni 1951[58]
- Amtsgericht Ruhland
- Amtsgericht Schlieben
- Amtsgericht Seelow
- Amtsgericht Spremberg
- Amtsgericht Storkow bis zum 30. Juni 1951[58]
- Amtsgericht Templin
- Amtsgericht Trebbin[62] bis zum 30. Juni 1951[58]
- Amtsgericht Treuenbrietzen bis zum 30. Juni 1951[58]
- Amtsgericht Wendisch Buchholz bis zum 30. Juni 1951[58]
- Amtsgericht Werder
- Amtsgericht Wittenberge
- Amtsgericht Wittstock bis zum 30. Juni 1951[58]
- Amtsgericht Wriezen bis zum 30. Juni 1951[58]
- Amtsgericht Wusterhausen/Dosse bis zum 30. Juni 1951[58]
- Amtsgericht Ziesar[2]

- Arbeitsgericht Eberswalde (bis 31. Dezember 2022)
- Arbeitsgericht Elsterwerda[63]
- Arbeitsgericht Finsterwalde[63]
- Arbeitsgericht Forst[63]
- Arbeitsgericht Fürstenwalde[63]
- Arbeitsgericht Guben[63]
- Arbeitsgericht Herzberg[63]
- Arbeitsgericht Luckenwalde[63]
- Arbeitsgericht Neubrandenburg
- Arbeitsgericht Potsdam (bis 31. Dezember 2022)
- Arbeitsgericht Prenzlau[63]
- Arbeitsgericht Pritzwalk[63]
- Arbeitsgericht Rathenow[63]
- Arbeitsgericht Senftenberg[63]
- Arbeitsgericht Spremberg[63]
- Arbeitsgericht Wittenberge[63]

- Finanzgericht des Landes Brandenburg (bis 1. Januar 2007)
- Landesarbeitsgericht Brandenburg
- Landessozialgericht Brandenburg
- Oberverwaltungsgericht für das Land Brandenburg (in Frankfurt (Oder))

### Historische Gerichte im heutigen Bremen
- Gerichtsorganisation der Freien Hansestadt Bremen
- Amtsgericht Wesermünde-Geestemünde bis zum 31. Dezember 1942[64]
- Amtsgericht Wesermünde-Lehe bis zum 31. Dezember 1942[64]
- Amtsgericht Lesum bis zum 31. Dezember 1942[64]

- Landessozialgericht Bremen 1954–2002
- Arbeitsgericht Bremen
- Arbeitsgericht Bremerhaven
- Arbeitsgericht Blumenthal[63]

### Historische Gerichte im heutigen Hamburg
- Landgericht Altona bis 31.3.1937[65]
- Landesarbeitsgericht Altona[66] bis 31.3.1937[65]
- Landesarbeitsgericht Harburg[66] bis 31.3.1937[65]
- Arbeitsgericht Altona[63] bis 31.3.1937[65]
- Arbeitsgericht Harburg[63]
- Arbeitsgericht Wandsbek[63] bis 31.3.1937[65]

### Historische Gerichte im heutigen Hessen
- Liste historischer Gerichte im Bundesland Hessen

### Historische Gerichte im heutigen Mecklenburg-Vorpommern
- Liste der Gerichte in Mecklenburg-Strelitz
- Großherzoglich Mecklenburgische Justizkanzlei zu Güstrow bis 1879[67]
- Großherzoglich Mecklenburgische Justizkanzlei zu Rostock bis 1879[67]
- Großherzoglich Mecklenburgische Justizkanzlei zu Schwerin bis 1879[67]
- Criminal-Collegium Bützow bis 1879[67]
- Academisches Gericht Rostock bis 1879[67]
- Gericht der Burg- und Domfreiheit zu Güstrow bis 1879[67]
- Obergericht Rostock bis 1879[67]
- Obergericht Wismar bis 1879[67]
- Gericht des Landarbeitshauses zu Güstrow bis 1879[67]
- Mecklenburgisches Landesverwaltungsgericht Schwerin 1922 bis 1945
- Verwaltungsgerichtshof für das Land Mecklenburg 1947 bis 1952
- Oberlandesgericht Schwerin 1942/1945 bis 1952
- Landgericht Greifswald
- Landgericht Güstrow[2]
- Landgericht Neustrelitz[60][2]
- Bezirksgericht Schwerin
- Bezirksgericht Rostock
- Bezirksgericht Neubrandenburg
- Arbeitsgericht Greifswald[63]
- Arbeitsgericht Ueckermünde[63]

### Historische Amtsgerichte im heutigen Mecklenburg-Vorpommern
(Quelle:)
- Amtsgericht Altentreptow
- Amtsgericht Anklam bis 2014[68]
- Amtsgericht Bad Doberan bis 2015[68]
- Amtsgericht Bad Sülze
- Amtsgericht Barth
- Amtsgericht Bergen auf Rügen bis 2015[68]
- Amtsgericht Boizenburg
- Amtsgericht Brüel (Mecklenburg)
- Amtsgericht Bützow
- Amtsgericht Crivitz
- Amtsgericht Dargun
- Amtsgericht Demmin bis 2015[68]
- Amtsgericht Dömitz
- Amtsgericht Feldberg (Mecklenburg)[60]
- Amtsgericht Franzburg
- Amtsgericht Friedland (Mecklenburg)[60]
- Amtsgericht Gadebusch
- Amtsgericht Gnoien
- Amtsgericht Goldberg (Mecklenburg)
- Amtsgericht Grabow
- Amtsgericht Grimmen
- Amtsgericht Grevesmühlen bis 2015[68]
- Amtsgericht Hagenow bis 2015[68]
- Amtsgericht Krakow am See
- Amtsgericht Kröpelin
- Amtsgericht Laage (Mecklenburg)
- Amtsgericht Loitz
- Amtsgericht Lübtheen
- Amtsgericht Lübz
- Amtsgericht Malchin
- Amtsgericht Malchow
- Amtsgericht Mirow[60]
- Amtsgericht Neubukow
- Amtsgericht Neukalen (1879)[69]
- Amtsgericht Neustadt-Gleve
- Amtsgericht Neustrelitz bis 2015[68]
- Amtsgericht Parchim bis 2015[68]
- Amtsgericht Penkun aufgehoben zum Ablauf 30. September 1932[13], wieder eingerichtet zum 1. Oktober 1933[70] bis zum 30. September 1950[71]
- Amtsgericht Penzlin
- Amtsgericht Plau
- Amtsgericht Rehna
- Amtsgericht Ribnitz-Damgarten bis 2017[68]
- Amtsgericht Röbel
- Amtsgericht Schönberg (Mecklenburg)[60]
- Amtsgericht Schwaan
- Amtsgericht Stavenhagen
- Amtsgericht Strasburg (Uckermark) bis zum 30. September 1950[71]
- Amtsgericht Strelitz[60]
- Amtsgericht Sternberg (Mecklenburg)
- Amtsgericht Sülze-Marlow (1879)[69]
- Amtsgericht Tessin
- Amtsgericht Teterow
- Amtsgericht Ueckermünde bis 2014[68]
- Amtsgericht Warin (Kreis Wismar)
- Amtsgericht Wittenburg
- Amtsgericht Woldegk[60]
- Amtsgericht Wolgast bis 2015[68]
- Amtsgericht Zarrentin – schon 1942 nur noch Zweigstelle des AG Wittenburgs

### Historische Gerichte im heutigen Niedersachsen
- Liste historischer Gerichte im Bundesland Niedersachsen

### Historische Gerichte im heutigen Nordrhein-Westfalen
- Liste historischer Gerichte im Bundesland Nordrhein-Westfalen

### Historische Gerichte im heutigen Saarland
- Gerichtsorganisation in Bayern von 1879 bis 1945 (Teile der Pfalz)
- Amtsgericht Blieskastel[2] (bis 1974)
- Amtsgericht Nohfelden (bis 1974)
- Amtsgericht Perl (bis 1974)
- Amtsgericht Sulzbach/Saar[2]
- Amtsgericht Tholey[2] (bis 1974)
- Amtsgericht Wadern (bis 1974)

- Arbeitsgericht Neunkirchen (bis 2018)[72]
- Arbeitsgericht Saarbrücken (bis 2018)[72]
- Arbeitsgericht Saarlouis (bis 2018)[72]

- Gerichtsorganisation im Saargebiet

### Historische Gerichte im heutigen Sachsen
- Gerichte im Königreich Sachsen
- Gerichte in Sachsen 1879 bis 1945
- Bezirksgericht Dresden
- Bezirksgericht Karl-Marx-Stadt
- Bezirksgericht Leipzig

- Landgericht Bautzen[73][74]
- Landgericht Freiberg[73]
- Landgericht Plauen[73]
- Landgericht Torgau[2]

- Amtsgericht Adorf[75][2]
- Amtsgericht Altenberg[75]
- Amtsgericht Annaberg[75][76]
- Amtsgericht Augustusburg[75][2]
- Amtsgericht Bad Lausick[2]
- Amtsgericht Bad Schandau[75][2]
- Amtsgericht Belgern bis zum 30. September 1932[13]
- Amtsgericht Bernstadt[75]
- Amtsgericht Bischofswerda[75] 1993[76] bis 1994[77]
- Amtsgericht Brand[75], späterAmtsgericht Brand-Erbisdorf[2]
- Amtsgericht Burgstädt[75][2]
- Amtsgericht Colditz[75][2]
- Amtsgericht Crimmitschau[75][2]
- Amtsgericht Delitzsch 1993[76] bis 1994[77], auch schon 1942[2]
- Amtsgericht Döhlen[75]
- Amtsgericht Dommitzsch[2]
- Amtsgericht Düben[2]
- Amtsgericht Ebersbach[75]
- Amtsgericht Ehrenfriedersdorf[75][2]
- Amtsgericht Eibenstock[75][2]
- Amtsgericht Elsterberg[75][2]
- Amtsgericht Falkenstein[75][2]
- Amtsgericht Frankenberg (Sachsen)[75][2]
- Amtsgericht Frauenstein[75][2]
- Amtsgericht Freital[2]
- Amtsgericht Frohburg[75][2]
- Amtsgericht Geithain[75][2]
- Amtsgericht Glauchau[75] 1993[76] bis 1994[77], auch schon 1942[2]
- Amtsgericht Großenhain[75] 1993[76] bis 1994[77]
- Amtsgericht Großschönau[75][2]
- Amtsgericht Hainichen[75][76]
- Amtsgericht Hartenstein[75]
- Amtsgericht Herrnhut[75][2]
- Amtsgericht Jessen[2]
- Amtsgericht Johanngeorgenstadt[75][2]
- Amtsgericht Kirchberg (Sachsen)[75][2]
- Amtsgericht Klingenthal[75][2]
- Amtsgericht Königsbrück[75][2]
- Amtsgericht Königstein (Kr. Pirna)[75][2]
- Amtsgericht Kötzschenbroda
- Amtsgericht Lauenstein (Sachsen)[75][2]
- Amtsgericht Leisnig[75][2]
- Amtsgericht Lengefeld[75][2]
- Amtsgericht Lengenfeld (Vogtland)[2]
- Amtsgericht Lichtenstein[75][2]
- Amtsgericht Limbach[75][2]
- Amtsgericht Löbau[75][76]
- Amtsgericht Lößnitz[75]
- Amtsgericht Lommatzsch[75][2]
- Amtsgericht Markneukirchen[75][2]
- Amtsgericht Markranstädt[75][2]
- Amtsgericht Meerane[75][2]
- Amtsgericht Mittweida[75][2]
- Amtsgericht Mügeln[75][2]
- Amtsgericht Neusalza[75], später Amtsgericht Neusalza-Spremberg[2]
- Amtsgericht Neustadt in Sachsen[75][76] bis 1994[77]
- Amtsgericht Nossen[75]
- Amtsgericht Oberwiesenthal[75][2]
- Amtsgericht Oederan[75][76] bis 1994[77]
- Amtsgericht Oelsnitz[75][2]
- Amtsgericht Olbernhau[2]
- Amtsgericht Oschatz[75][76]
- Amtsgericht Ostritz[75][2]
- Amtsgericht Pausa[75][2]
- Amtsgericht Pegau[75][2]
- Amtsgericht Penig[75][2]
- Amtsgericht Pulsnitz[75][2]
- Amtsgericht Radeberg[75][2]
- Amtsgericht Radebeul[2]
- Amtsgericht Radeburg[75][2]
- Amtsgericht Reichenau[75]
- Amtsgericht Reichenbach[76]
- Amtsgericht Reichenbach/Oberlausitz
- Amtsgericht Rochlitz[75][76] bis 1994[77]
- Amtsgericht Roßwein[75][2]
- Amtsgericht Rötha[2]
- Amtsgericht Sayda[75][2]
- Amtsgericht Scheibenberg[75][2]
- Amtsgericht Schirgiswalde[75][2]
- Amtsgericht Schkeuditz[2]
- Amtsgericht Schneeberg[75][2]
- Amtsgericht Schöneck[2]
- Amtsgericht Schwarzenberg[75][76] bis 1994[77]
- Amtsgericht Sebnitz[75][2]
- Amtsgericht Stollberg[75][76]
- Amtsgericht Stolpen[75][2]
- Amtsgericht Strehla[75]
- Amtsgericht Taucha[75]
- Amtsgericht Tharandt[75][2]
- Amtsgericht Treuen[75][2]
- Amtsgericht Waldenburg (Sachsen)[75][2]
- Amtsgericht Waldheim[75][2]
- Amtsgericht Werdau[75][2]
- Amtsgericht Wildenfels[75]
- Amtsgericht Wilsdruff[75][2]
- Amtsgericht Wolkenstein[75][2]
- Amtsgericht Wurzen[75][76] bis 1994[77]
- Amtsgericht Zöblitz[75][2]
- Amtsgericht Zschopau[75][76] bis 1994[77]
- Amtsgericht Zwenkau[75][2]
- Amtsgericht Zwönitz[2]

- Landesarbeitsgericht Görlitz[66]
- Arbeitsgericht Burgstädt[78]
- Arbeitsgericht Görlitz[63]
- Arbeitsgericht Hoyerswerda[63]
- Arbeitsgericht Kamenz[78]
- Arbeitsgericht Löbau[78]
- Arbeitsgericht Weißwasser[63]

### Historische Gerichte im heutigen Sachsen-Anhalt
- Liste der Gerichte im Herzogtum Anhalt

- Oberlandesgericht Halle – ab 1945 (umgezogen aus Naumburg) bis 1952 (Auflösung der Länder und der vierstufigen Gerichtsbarkeit)

- Landgericht Halberstadt[2]
- Landgericht Naumburg[2]

- Bezirksgericht Halle
- Bezirksgericht Magdeburg

- Amtsgericht Aken[2]
- Amtsgericht Allstedt[2]
- Amtsgericht Alsleben[2]
- Amtsgericht Arendsee[2]
- Amtsgericht Bad Lauchstädt[2]
- Amtsgericht Bad Schmiedeberg[2]
- Amtsgericht Ballenstedt ab 1879[79] bis zum 30. September 1950[71]
- Amtsgericht Barby[2]
- Amtsgericht Beetzendorf[2]
- Amtsgericht Bismark[2]
- Amtsgericht Blankenburg bis zum 30. September 1950[71]
- Amtsgericht Calbe (Saale)[2] bis zum 30. September 1950[71]
- Amtsgericht Coswig ab 1879[79], 1942 noch bestehend[2].
- Amtsgericht Dessau[2]
- Amtsgericht Ebeleben[2]
- Amtsgericht Eckartsberga[2]
- Amtsgericht Egeln[2]
- Amtsgericht Ermsleben[2]
- Amtsgericht Erxleben[2]
- Amtsgericht Freyburg (Unstrut)[2]
- Amtsgericht Genthin[2]
- Amtsgericht Gerbstedt[2]
- Amtsgericht Gräfenhainichen[2]
- Amtsgericht Gröningen bis zum 30. September 1932[13]
- Amtsgericht Groß-Salze[80]
- Amtsgericht Harzgerode ab 1879[79], 1942 noch bestehend[2]
- Amtsgericht Havelberg bis zum 30. Juni 1951[58]
- Amtsgericht Hettstedt[2] (aufgelöst zum 31. Dezember 2008)
- Amtsgericht Hohenmölsen[2]
- Amtsgericht Hötensleben[2]
- Amtsgericht Jerichow[2]
- Amtsgericht Jeßnitz ab 1879[79], 1942 noch bestehend[2].
- Amtsgericht Kalbe a. d. Milde[2]
- Amtsgericht Kelbra[2]
- Amtsgericht Kemberg[2]
- Amtsgericht Klötze[2]
- Amtsgericht Könnern[2]
- Amtsgericht Löbejün[2]
- Amtsgericht Loburg[2]
- Amtsgericht Lützen[2]
- Amtsgericht Mansfeld[2] bis zum 30. September 1950[71]
- Amtsgericht Mücheln (Geiseltal)[2]
- Amtsgericht Nebra[2]
- Amtsgericht Neustadt-Magdeburg bis zum 31. März 1886[81]
- Amtsgericht Oebisfelde[2]
- Amtsgericht Oranienbaum ab 1879,[79] 1942 noch bestehend.[2]
- Amtsgericht Osterburg[2]
- Amtsgericht Osterfeld[2]
- Amtsgericht Osterwieck[2]
- Amtsgericht Prettin[2]
- Amtsgericht Querfurt[2]
- Amtsgericht Roßla[2]
- Amtsgericht Sandau[2]
- Amtsgericht Sandersleben ab 1879[79], 1942 noch bestehend[2]
- Amtsgericht Schweinitz[2]
- Amtsgericht Seehausen (Altmark)[2]
- Amtsgericht Seehausen (Kreis Wanzleben)[2]
- Amtsgericht Staßfurt[2]
- Amtsgericht Stolberg (Harz)[2]
- Amtsgericht Tangermünde[2]
- Amtsgericht Teuchern[2]
- Amtsgericht Wanzleben[2]
- Amtsgericht Weferlingen[2]
- Amtsgericht Wettin bis zum 30. September 1932[13]
- Amtsgericht Wippra bis zum 30. September 1932[13]
- Amtsgericht Wolmirstedt[2]
- Amtsgericht Zerbst ab 1879[79], 1942 noch bestehend[2].
- Amtsgericht Zörbig[2]

- Landesarbeitsgericht Halberstadt[66]
- Landesarbeitsgericht Magdeburg[66]
- Arbeitsgericht Aschersleben[63]
- Arbeitsgericht Bitterfeld[63]
- Arbeitsgericht Burg b. Magdeburg[63]
- Arbeitsgericht Eisleben[63]
- Arbeitsgericht Gardelegen[63]
- Arbeitsgericht Halberstadt[63]
- Arbeitsgericht Merseburg[63]
- Arbeitsgericht Naumburg[63]
- Arbeitsgericht Neuhaldensleben[63]
- Arbeitsgericht Oschersleben[63]
- Arbeitsgericht Osterburg[63]
- Arbeitsgericht Quedlinburg[63]
- Arbeitsgericht Salzwedel[63]
- Arbeitsgericht Schönebeck[63]
- Arbeitsgericht Staßfurt[63]
- Arbeitsgericht Weißenfels[63]
- Arbeitsgericht Wittenberg[63]
- Arbeitsgericht Zeitz[63]

- Verwaltungsgericht Dessau – fusionierte 2009 mit Verwaltungsgericht Halle

- Sozialgericht Stendal

### Historische Gerichte im heutigen Schleswig-Holstein
- Liste historischer Gerichte im Bundesland Schleswig-Holstein

### Historische Gerichte im heutigen Thüringen
- Gerichte im Fürstentum Schwarzburg-Rudolstadt
- Gerichte im Fürstentum Schwarzburg-Sondershausen
- Gerichte in Reuß jüngerer Linie
- Gerichte in Reuß älterer Linie
- Gerichte im Herzogtum Sachsen-Coburg und Gotha
- Gerichte im Großherzogtum Sachsen-Weimar-Eisenach

- Oberappellationsgericht Jena[82]
- Appellationsgericht Hildburghausen bis 1879[82]
- Kreisgericht Salzungen bis 1879[82]
- Kreisgericht Meiningen bis 1879[82]
- Kreisgericht Hildburghausen bis 1879[82]
- Kreisgericht Sonneberg bis 1879[82]
- Kreisgericht Saalfeld bis 1879[82]
- Landgericht Wasungen bis 1879[82]
- Landgericht Eisfeld bis 1879[82]
- Landgericht Gräfenthal bis 1879[82]
- Landgericht Camburg bis 1879[82]

- Oberlandesgericht Gera (1945–1949 – nach Erfurt verlegt)[83]
- Oberlandesgericht Erfurt (1950–1952)[83][84]
- Oberverwaltungsgericht Jena
- Bezirksgericht Erfurt
- Bezirksgericht Gera
- Bezirksgericht Suhl

- Landgericht Altenburg bis 1949[83]
- Landgericht Eisenach bis 1949[83]
- Landgericht Gotha bis 1949[83]
- Landgericht Greiz
- Landgericht Nordhausen bis 1949[83]
- Landgericht Rudolstadt
- Landgericht Weimar bis 1949[83]
- Amtsgericht Artern[2] (bis 2006)
- Amtsgericht Auma von 1927[85] bis 1949[86]
- Amtsgericht Bad Frankenhausen bis 1949[86]
- Amtsgericht Bad Langensalza[2] (bis 2006)
- Amtsgericht Bad Lobenstein[2] (bis 2006)
- Amtsgericht Bad Tennstedt bis 1949[86]
- Amtsgericht Blankenhain (Thüringen) bis 1949[86]
- Amtsgericht Bleicherode[2]
- Amtsgericht Brotterode bis 1949[86]
- Amtsgericht Buttstädt[2]
- Amtsgericht Camburg (Saale) von 1879[87] bis 1949[86]
- Amtsgericht Dingelstädt[2]
- Amtsgericht Ebeleben bis 1949[86]
- Amtsgericht Eisenberg[2]
- Amtsgericht Eisfeld ab 1879[87], 1942 noch bestehend[2]
- Amtsgericht Ellrich bis 1949[86]
- Amtsgericht Gehren bis 1949[86]
- Amtsgericht Geisa bis 1949[86]
- Amtsgericht Gerstungen bis 1949[86]
- Amtsgericht Gräfenthal von 1879[87] bis 1949[86]
- Amtsgericht Gräfentonna bis 1949[86]
- Amtsgericht Greußen bis 1949[86]
- Amtsgericht Großbodungen bis zum 30. September 1932[13]
- Amtsgericht Großrudestedt bis 1949[86]
- Amtsgericht Heldburg von 1879[87] bis 1949[86]
- Amtsgericht Heldrungen[2]
- Amtsgericht Heringen[2]
- Amtsgericht Hirschberg (Saale) bis 1949[86]
- Amtsgericht Ilfeld bis 1949[86]
- Amtsgericht Ilmenau (bis 2006)
- Amtsgericht Kahla bis 1949[86]
- Amtsgericht Kaltennordheim[2]
- Amtsgericht Kölleda[2]
- Amtsgericht Königsee[2]
- Amtsgericht Kranichfeld ab 1879[87]
- Amtsgericht Leinefelde-Worbis (bis 2006)
- Amtsgericht Meuselwitz[2]
- Amtsgericht Neustadt (Orla)[2]
- Amtsgericht Oberweißbach bis 1949[86]
- Amtsgericht Ohrdruf[2]
- Amtsgericht Pößneck ab 1879[87], 1942 noch bestehend[2]
- Amtsgericht Ranis[2]
- Amtsgericht Römhild von 1879[87] bis 1949[86]
- Amtsgericht Ronneburg bis 1949[86]
- Amtsgericht Saalfeld/Saale von 1879[87] bis 2006
- Amtsgericht Schalkau von 1879[87] bis 1949[86]
- Amtsgericht Schleiz[2]
- Amtsgericht Schleusingen[2]
- Amtsgericht Schlotheim bis 1949[86]
- Amtsgericht Schmalkalden[2] (bis 2006)
- Amtsgericht Schmölln[2]
- Amtsgericht Schömberg
- Amtsgericht Stadtilm bis 1949[86]
- Amtsgericht Stadtlengsfeld bis 1949[86]
- Amtsgericht Steinach (Thüringen) ab 1879[87], 1942 noch bestehend[2]
- Amtsgericht Steinbach-Hallenberg bis 1949[86]
- Amtsgericht Thal bis 1949[86]
- Amtsgericht Themar von 1879[87] bis 1949[86]
- Amtsgericht Treffurt bis 1949[86]
- Amtsgericht Triebes von 1934[88] bis 1949[86]
- Amtsgericht Vacha[2]
- Amtsgericht Vieselbach bis 1949[86]
- Amtsgericht Waltershausen[2]
- Amtsgericht Wasungen von 1879[87] bis 1949[86]
- Amtsgericht Weida[2]
- Amtsgericht Weißensee (Thüringen) bis 1949[86]
- Amtsgericht Wiehe (Unstruttal)[2]
- Amtsgericht Worbis[2]
- Amtsgericht Zella-Mehlis[2]
- Amtsgericht Zeulenroda[2]
- Amtsgericht Ziegenrück bis 1949[86]

- Landesarbeitsgericht Weimar bis 1945[89]
- Arbeitsgericht Altenburg[90][91]
- Arbeitsgericht Apolda[90][91]
- Arbeitsgericht Arnstadt[90][91]
- Arbeitsgericht Gotha[91]
- Arbeitsgericht Greiz[90]
- Arbeitsgericht Heiligenstadt[91]
- Arbeitsgericht Hildburghausen[91]
- Arbeitsgericht Meiningen[90][91]
- Arbeitsgericht Mühlhausen[63]
- Arbeitsgericht Schmalkalden[63]
- Arbeitsgericht Saalfeld[90][91]
- Arbeitsgericht Sondershausen[90][91]
- Arbeitsgericht Sonneberg[90][91]
- Arbeitsgericht Worbis[63]
- Arbeitsgericht Ziegenrück[63]

### Historische Gerichte mit örtlich begrenzter Zuständigkeit und Sitz außerhalb des heutigen Bundesgebietes
- Liste der Gerichte im Reichsland Elsaß-Lothringen
- Liste der Gerichte im CdZ-Gebiet Lothringen
- Liste der Gerichte im Elsass 1940–1944
- Gerichte in der Freien Stadt Danzig
- Oberlandesgericht Breslau
- Oberlandesgericht Danzig
- Oberlandesgericht Graz (1938–1945)
- Oberlandesgericht Innsbruck (1938–1945)
- Oberlandesgericht Linz (1938–1945)
- Oberlandesgericht Kattowitz
- Oberlandesgericht Königsberg
- Oberlandesgericht Leitmeritz
- Oberlandesgericht Marienwerder
- Oberlandesgericht Posen
- Oberlandesgericht Stettin (1879–1945)
- Oberlandesgericht Wien (1938–1945)

- Landgericht Breslau
- Landgericht Köslin
- Landgericht Schneidemühl
- Landgericht Stargard
- Landgericht Stettin
- Landgericht Stolp
- Landgericht Marienwerder[92]

- Amtsgericht Allenburg bis zum 30. September 1932[13]
- Amtsgericht Altdamm
- Amtsgericht Arnswalde
- Amtsgericht Auschwitz
- Amtsgericht Bahn
- Amtsgericht Baldenburg
- Amtsgericht Bärwalde
- Amtsgericht Belgard
- Amtsgericht Briesen[93]
- Amtsgericht Bütow
- Amtsgericht Cammin
- Amtsgericht Carolath bis zum 30. September 1932[13]
- Amtsgericht Czersk[94]
- Amtsgericht Deutsch-Krone
- Amtsgericht Dramburg
- Amtsgericht Driesen
- Amtsgericht Falkenburg
- Amtsgericht Fiddichow[95]
- Amtsgericht Flatow
- Amtsgericht Friedeberg/Neumark
- Amtsgericht Gnadenfeld[96]
- Amtsgericht Gollnow
- Amtsgericht Gollub[93]
- Amtsgericht Greifenberg
- Amtsgericht Greifenhagen
- Amtsgericht Hammerstein
- Amtsgericht Jacobshagen bis zum 30. September 1932[13]
- Amtsgericht Jastrow
- Amtsgericht Jutroschin[97]
- Amtsgericht Kallies
- Amtsgericht Kolberg
- Amtsgericht Kontopp[98]
- Amtsgericht Körlin
- Amtsgericht Köslin
- Amtsgericht Labes
- Amtsgericht Lauenburg
- Amtsgericht Leschnitz[99]
- Amtsgericht Lippehne bis zum 30. September 1932[13]
- Amtsgericht Märkisch-Friedland
- Amtsgericht Massow
- Amtsgericht Mühlhausen aufgehoben zum Ablauf 30. September 1932[13], wieder eingerichtet zum 1. Oktober 1933[70]
- Amtsgericht Naugard
- Amtsgericht Naumburg a. Qu. aufgehoben zum Ablauf 30. September 1932[13], wieder eingerichtet zum 1. Oktober 1933[70]
- Amtsgericht Neustettin
- Amtsgericht Neuwarp
- Amtsgericht Neuwedell
- Amtsgericht Nörenberg
- Amtsgericht Parchwitz bis zum 30. September 1932[13]
- Amtsgericht Pförten bis zum 30. September 1932[13]
- Amtsgericht Pölitz
- Amtsgericht Polkwitz bis zum 30. September 1932[13]
- Amtsgericht Pollnow
- Amtsgericht Prausnitz
- Amtsgericht Preußisch-Friedland
- Amtsgericht Pyritz
- Amtsgericht Ratzbebuhr
- Amtsgericht Reetz/Neumark
- Amtsgericht Regenwalde
- Amtsgericht Rügenwalde
- Amtsgericht Rummelsburg
- Amtsgericht Schivelbein
- Amtsgericht Schlawe
- Amtsgericht Schlochau
- Amtsgericht Schloppe
- Amtsgericht Schneidemühl
- Amtsgericht Schönlanke
- Amtsgericht Schönsee[93]
- Amtsgericht Stargard
- Amtsgericht Stepenitz
- Amtsgericht Stettin
- Amtsgericht Stolp
- Amtsgericht Swinemünde
- Amtsgericht Tempelburg
- Amtsgericht Thorn[93]
- Amtsgericht Tirschtiegel[100]
- Amtsgericht Treptow an der Rega
- Amtsgericht Triebel aufgehoben zum Ablauf 30. September 1932[13], wieder eingerichtet zum 1. Oktober 1933[70]
- Amtsgericht Vietz[101]
- Amtsgericht Wansen aufgehoben zum Ablauf 30. September 1932[13], wieder eingerichtet zum 1. Oktober 1933[70]
- Amtsgericht Wischwill[102]
- Amtsgericht Witkowo[103]
- Amtsgericht Woldenberg
- Amtsgericht Wollin
- Amtsgericht Zanow bis zum 30. September 1932[13]
- Amtsgericht Znin[104]

### Arbeitsgerichtsbarkeit
- Landesarbeitsgericht Breslau[66]
- Landesarbeitsgericht Elbing[66]
- Landesarbeitsgericht Gleiwitz[66]
- Landesarbeitsgericht Königsberg[66]
- Landesarbeitsgericht Köslin[66]
- Landesarbeitsgericht Schneidemühl[66]
- Landesarbeitsgericht Stettin[66]

- Arbeitsgericht Allenstein[63]
- Arbeitsgericht Bartenstein[63]
- Arbeitsgericht Belgard[63]
- Arbeitsgericht Beuthen (Oberschl.)[63]
- Arbeitsgericht Braunsberg[63]
- Arbeitsgericht Breslau[63]
- Arbeitsgericht Brieg[63]
- Arbeitsgericht Bunzlau[63]
- Arbeitsgericht Cüstrin[63]
- Arbeitsgericht Deutsch Krone[63]
- Arbeitsgericht Elbing[63]
- Arbeitsgericht Flatow[63]
- Arbeitsgericht Glatz[63]
- Arbeitsgericht Gleiwitz[63]
- Arbeitsgericht Glogau[63]
- Arbeitsgericht Grünberg[63]
- Arbeitsgericht Heilsberg[63]
- Arbeitsgericht Hindenburg (Oberschl.)[63]
- Arbeitsgericht Insterburg[63]
- Arbeitsgericht Johannisburg[63]
- Arbeitsgericht Königsberg[63]
- Arbeitsgericht Köslin[63]
- Arbeitsgericht Kolberg[63]
- Arbeitsgericht Kreuzburg (Oberschl.)[63]
- Arbeitsgericht Labiau[63]
- Arbeitsgericht Landeshut[63]
- Arbeitsgericht Landsberg (Warthe)[63]
- Arbeitsgericht Lauban[63]
- Arbeitsgericht Lauenburg (Pommern)[63]
- Arbeitsgericht Liegnitz[63]
- Arbeitsgericht Lötzen[63]
- Arbeitsgericht Lyck[63]
- Arbeitsgericht Marienburg[63]
- Arbeitsgericht Marienwerder[63]
- Arbeitsgericht Meseritz[63]
- Arbeitsgericht Mohrungen[63]
- Arbeitsgericht Naugard[63]
- Arbeitsgericht Neidenburg[63]
- Arbeitsgericht Neiße[63]
- Arbeitsgericht Neustettin[63]
- Arbeitsgericht Oels[63]
- Arbeitsgericht Ortelsburg[63]
- Arbeitsgericht Oppeln[63]
- Arbeitsgericht Osterode (Ostpr.)[63]
- Arbeitsgericht Rastenburg[63]
- Arbeitsgericht Ratibor[63]
- Arbeitsgericht Reichenbach (Schles.)[63]
- Arbeitsgericht Rosenberg (Westpr.)[63]
- Arbeitsgericht Sagan[63]
- Arbeitsgericht Schlawe[63]
- Arbeitsgericht Schlochau[63]
- Arbeitsgericht Schneidemühl[63]
- Arbeitsgericht Schweidnitz[63]
- Arbeitsgericht Sensburg[63]
- Arbeitsgericht Stallupönen[63]
- Arbeitsgericht Stargard (Pommern)[63]
- Arbeitsgericht Stettin[63]
- Arbeitsgericht Stolp[63]
- Arbeitsgericht Swinemünde[63]
- Arbeitsgericht Tilsit[63]
- Arbeitsgericht Waldenburg[63]
- Arbeitsgericht Wehlau[63]
- Arbeitsgericht Woldenberg[63]